# Beth Botsford
Beth Botsford (n. 21 mai 1981, Baltimore, America Britanică⁠(d), Regatul Marii Britanii) este o înotătoare americană, medaliată olimpică. A participat la o ediție a Jocurilor Olimpice (1996) în care a câștigat 3 medalii de aur.